# 曼梳奥曼
曼梳奥曼，马来西亚政治人物，为土著团结党党员。他是前人民公正党党员，曾担任槟城州立法议会本南地议员和槟城第一副首席部长和槟城州高渊区国会议员。在2020年2月喜来登政变中，他与阿兹敏同一阵线，后随阿兹敏等人加入土著团结党。2020年至2021年加入慕尤丁内阁担任高等教育部副部长。

## 政治生涯
曼梳奥曼曾担任安华的政治秘书，他在2013年马来西亚大选赢得高渊国席。2018年，第14届全国大选中以1万5817张多数票蝉联，成功捍卫高渊议席。2020年，离开公正党加入土团党。2020年至2021年加入慕尤丁内阁担任高等教育部副部长。 2021年，沙必里内阁担任环境及水务部副部长。

## 个人荣誉
- 檳城：
  -  槟城护国荣誉勋章（DMPN）—拿督（2010年）[7]